# Carne di pollo

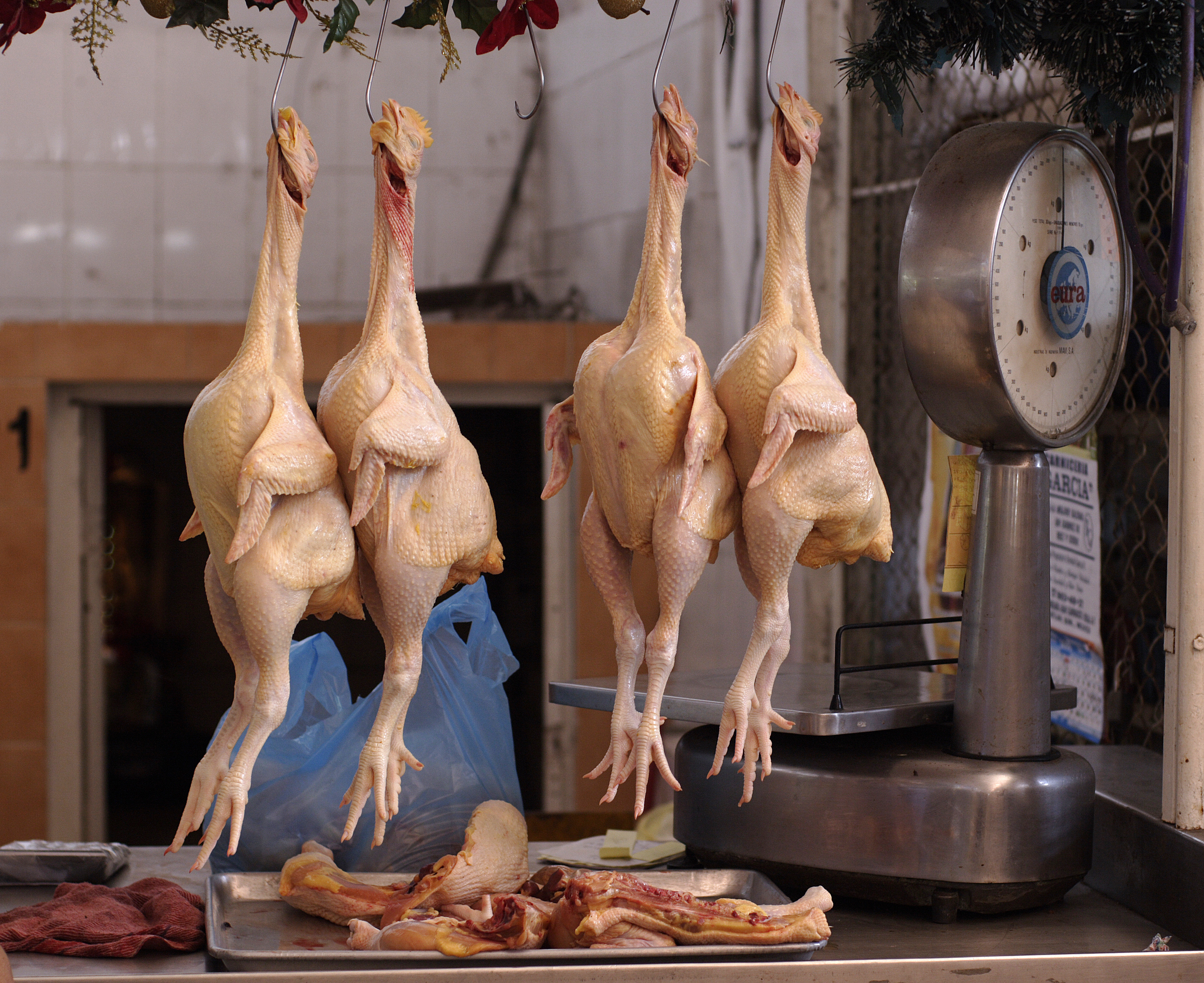
Polli pronti per la vendita in Messico

La carne di pollo è la carne ricavata dalla macellazione del pollo.

## Produzione e consumo
La carne di pollo è il secondo tipo di carne più consumata al mondo e rappresenta circa il 35% della produzione di carne mondiale, preceduta solo dalla carne di maiale. I maggiori produttori di carne di pollo sono nell'ordine gli Stati Uniti d'America, la Cina, l'Unione europea e il Brasile. Per il consumo di carne di pollo non esistono divieti da parte delle maggiori religioni, ad eccezione di alcune correnti dell'induismo che sono strettamente vegetariane.

## Tagli della carne
Le parti commestibili dell'animale sono costituite da: testa (comprendente le creste e i bargigli), collo, petto, ali, cosce, sovracosce e zampe, a cui si aggiungono le frattaglie. Le parti più consumate sono costituite da petto, cosce, sovracosce e ali. Le zampe venivano usate per fare il brodo, mentre creste, bargigli e collo erano usate per preparare ragù e intingoli; il consumo di queste parti oggi è caduto in disuso. Le frattaglie destinate al consumo sono costituite da fegato, cuore e stomaco.

## Caratteristiche
La carne di pollo è una carne bianca, molto digeribile e povera di calorie e grassi. La parte più ricca di grassi è la pelle, che va eliminata se si desidera mangiare una carne più magra.

### Valori nutritivi
La carne di pollo è priva di zuccheri, mentre la percentuale di proteine e grassi varia a seconda del taglio. Per una porzione di 100 grammi di carne cruda (che apporta mediamente 110 Kcal), la coscia contiene il 18,9% di proteine e il 3,82% di grassi, le ali il 22% di proteine e il 3,54% di grassi, il petto il 21,2% di proteine e il 2,60% di grassi.

## Cucina
Il pollo può essere cucinato in vari modi: arrosto (generalmente alla brace o allo spiedo), fritto, al forno o bollito. Il petto di pollo viene molto usato opportunamente affettato: fritto direttamente, infarinato, impanato o trattato come piccata. La carne sminuzzata può essere usata per preparare l'insalata di pollo. Con la carne di pollo tritata si possono preparare polpette o hamburger. La carne di pollo è molto usata nella cucina asiatica.

## Produzione
| Nazione                                           | Produzione (tonnellate) |
| ------------------------------------------------- | ----------------------- |
| Stati Uniti                                       | 19.568.042              |
| Brasile                                           | 14.914.563              |
| Cina                                              | 13.957.911              |
| Russia                                            | 4.543.002               |
| India                                             | 3.590.525               |
| Messico                                           | 3.338.372               |
| Indonesia                                         | 2.544.105               |
| Giappone                                          | 2.250.347               |
| Iran                                              | 2.187.068               |
| Turchia                                           | 2.156.671               |
| Argentina                                         | 2.069.160               |
| Malaysia                                          | 1.766.369               |
| Sudafrica                                         | 1.754.562               |
| Regno Unito                                       | 1.750.000               |
| Birmania                                          | 1.728.947               |
| Thailandia                                        | 1.726.881               |
| Colombia                                          | 1.592.830               |
| Perù                                              | 1.581.767               |
| Polonia                                           | 1.474.064               |
| Spagna                                            | 1.411.312               |
| Fonte: UN Food and Agriculture Organization (FAO) |                         |